# Evelyn Jadin
Evelyn Jadin (Luik, 3 juni 1987) is een Belgisch Duitstalig politica voor de liberale PFF.

## Levensloop
Jadin behaalde in 2011 een master in de rechten aan de UCL en in 2012 een master na master in milieurecht en vastgoedrecht aan de Université Saint-Louis in Brussel. Van 2011 tot 2012 werkte ze als fractiemedewerker voor de PFF in het Parlement van de Duitstalige Gemeenschap en nadien was ze van 2012 tot 2015 advocaat aan de balie van Luik. Vervolgens was Jadin van 2015 tot 2020 economisch- en bedrijfsjurist bij het sociaal secretariaat Securex en van 2019 tot 2021 lector aan de Universiteit Luik. Sinds 2020 is ze aan de slag bij de bank ING België als accountmanager voor grote bedrijven.
Tijdens haar studies was Jadin van 2008 tot 2009 penningmeester en daarna van 2009 tot 2010 ondervoorzitter van de liberale studentenfederatie aan de UCL. Ook was ze vanaf 2009 vicevoorzitter van de jongerenafdeling van de PFF en vanaf 2010 voorzitter van de federatie van de Jeunes MR, de jongerenafdeling van de Mouvement Réformateur, voor het arrondissement Verviers.
In oktober 2012 werd Evelyn Jadin op 25-jarige leeftijd verkozen tot provincieraadslid van Luik, hetgeen ze bleef tot in juni 2014. Gedurende die periode was ze eveneens lid met raadgevende stem in het Parlement van de Duitstalige Gemeenschap. In mei 2014 werd ze rechtstreeks verkozen in het Parlement van de Duitstalige Gemeenschap, waar ze sindsdien zetelt als volwaardig lid. Sinds mei 2022 is Jadin er fractievoorzitter voor haar partij, alsook was ze er van 2022 tot 2024 secretaris. Sinds 2024 is ze tevens ondervoorzitter van het Parlement van de Duitstalige Gemeenschap.
Op lokaal niveau werd Jadin in oktober 2018 verkozen tot gemeenteraadslid van Lontzen. Sinds december 2018 is ze er schepen van Ruimtelijke Ordening, Sociale Zaken, Gezin en Senioren.